# آرودون (آیووا)
آرودون (به انگلیسی: Ardon) یک منطقهٔ مسکونی در ایالات متحده آمریکا است که در شهرستان ماسکاتین، آیووا قرار دارد.